# Frindsbury
Frindsbury est un village de la conurbation des Medway Towns dans le Kent. Il fait face à Rochester sur la rive opposée de la Medway.